# Myrcia brunnea
Myrcia brunnea är en myrtenväxtart som beskrevs av Jacques Cambessèdes. Myrcia brunnea ingår i släktet Myrcia och familjen myrtenväxter. Inga underarter finns listade i Catalogue of Life.